# Hot Potatoes
O Hot Potatoes é um software educacional canadense utilizado para criar exercícios sob a forma de objetos digitais para publicação na World Wide Web. Atualmente na versão 6, encontra-se disponível para as plataformas Windows, Linux e Mac. Estes programas possibilitam que sejam criados 6 tipos de exercícios interativos para Web, compatíveis com todos os navegadores e Plataforma. É gratuito desde que utilizado para fins pedagógicos e permita que outros possam acessar os exercícios na Web.
Tem sido utilizado como ferramenta em Educação à Distância (EAD), como suporte à construção de instrumentos de avalição on-line em forma de passatempos.  
Para que o usuário utilize este programa é necessário que este saiba onde colocar os dados (textos, questões, respostas, imagens, etc.), pois o programa irá criar a página da web com base nos dados fornecidos pelo usuário que irá disponibilizar esta página a serem utilizadas pelos alunos, via internet. 
O uso do Hot Potatoes é simples e intuitivo. Funciona através da escolha do tipo de exercício que irá desenvolver, bastando inserir as informações e gerar a página. 
Compreende um pacote de cinco aplicativos (ferramentas de autoria) que  possibilitam a elaboração de atividades dinâmicas através da inserção de textos, perguntas, respostas, figuras, temporizador e outros, utilizando páginas Web. Denominam-se:
- JCloze – cria exercícios de preenchimento de lacunas
- JCross – cria exercícios de palavras cruzadas
- JMatch – cria exercícios de combinação de colunas (textos e/ou imagens)
- JMix – cria exercícios de análise de sentenças
- JQuiz – cria exercícios de escolha múltipla

A ferramenta JCLOZE cria exercícios de completar lacunas. o professor pode disponibilizar pistas para os alunos, que funciona como uma ajuda, ao pedir uma pista o aluno poderá ver uma letra da resposta correta. 
A ferramenta JCross apresenta atividades de palavras cruzadas que podem ser completadas online, o professor pode disponibilizar pistas para os alunos, que funciona como uma ajuda, a cada pedido de ajuda uma letra da palavra é desvendada. É uma ferramenta que se for bem explorada pelo professor pode render bons resultados em sala de aula.
A ferramenta JMix funciona através de palavras fora da sequencia e cabe ao aluno colocá-las da ordem correta para formar a resposta, sendo possível ao professor inserir mais de uma resposta correta, também há uma tecla de possibilidade de ajuda ao aluno nesta atividade. 
A ferramenta JQuiz funciona através da criação de testes com base em perguntas que podem ser de múltipla escolha, respostas cursas ou hibridas. 	
A ferramenta JMatch apresenta a combinação de duas colunas com exercícios de associação: uma lista de itens fixos (figuras ou textos) e itens desordenados em outra lista, esta ferramenta consiste na combinação das listas, pode ser utilizada para combinar palavras e figuras.
O conjunto é complementado por um sexto aplicativo, denominado "The Masher", que compila todos os exercícios criados com o Hot Potatoes (formato *.jml) em uma única unidade, em html. O The Master é uma ferramenta que compila automaticamente lotes de exercícios do Hot Potatoes em unidades próprias. Permite ainda agregar documentos em *.pdf, *.doc e outros. Pode ainda ser utilizado em ambientes virtuais de aprendizagem como a plataforma Dokeos ou o Moodle.
O programa não é distribuído como "freeware", mas é livre de encargos para organizações publicas, sem fins lucrativos e educadores que mantenham as suas páginas disponíveis na rede. Outros usuários devem arcar uma licença.
Foi desenvolvido na University of Victoria pela equipe do "Research and Development", no "Humanities Computing and Media Centre". Os aspectos comerciais do software são mantidos pelo Half-Baked Software Inc.
Tendo em vista que há uma escassez de pesquisas envolvendo o tema, existe a necessidade de pesquisar o uso dessas modalidades de passatempos na ação pedagógica dos professores.